# Брадата улулица
Брадатата улулица (Strix nebulosa) е вид птица от семейство Совови (Strigidae). Видът е незастрашен от изчезване.

## Разпространение
Разпространен е в Беларус, Канада, Китай, Финландия, Казахстан, Литва, Монголия, Норвегия, Русия, Швеция, Украйна и САЩ.